# Andrea Bokan
Andrea Bokan (serbiska: Андреа Бокан) är en serbisk taekwondoutövare. 

## Karriär
I maj 2024 vid EM i Belgrad tog Bokan brons i 53 kg-klassen.